# Charles Cressent
Charles Cressent, född 16 december 1685, död 10 januari 1768, var en fransk konstnär, skulptör och möbelsnickare.

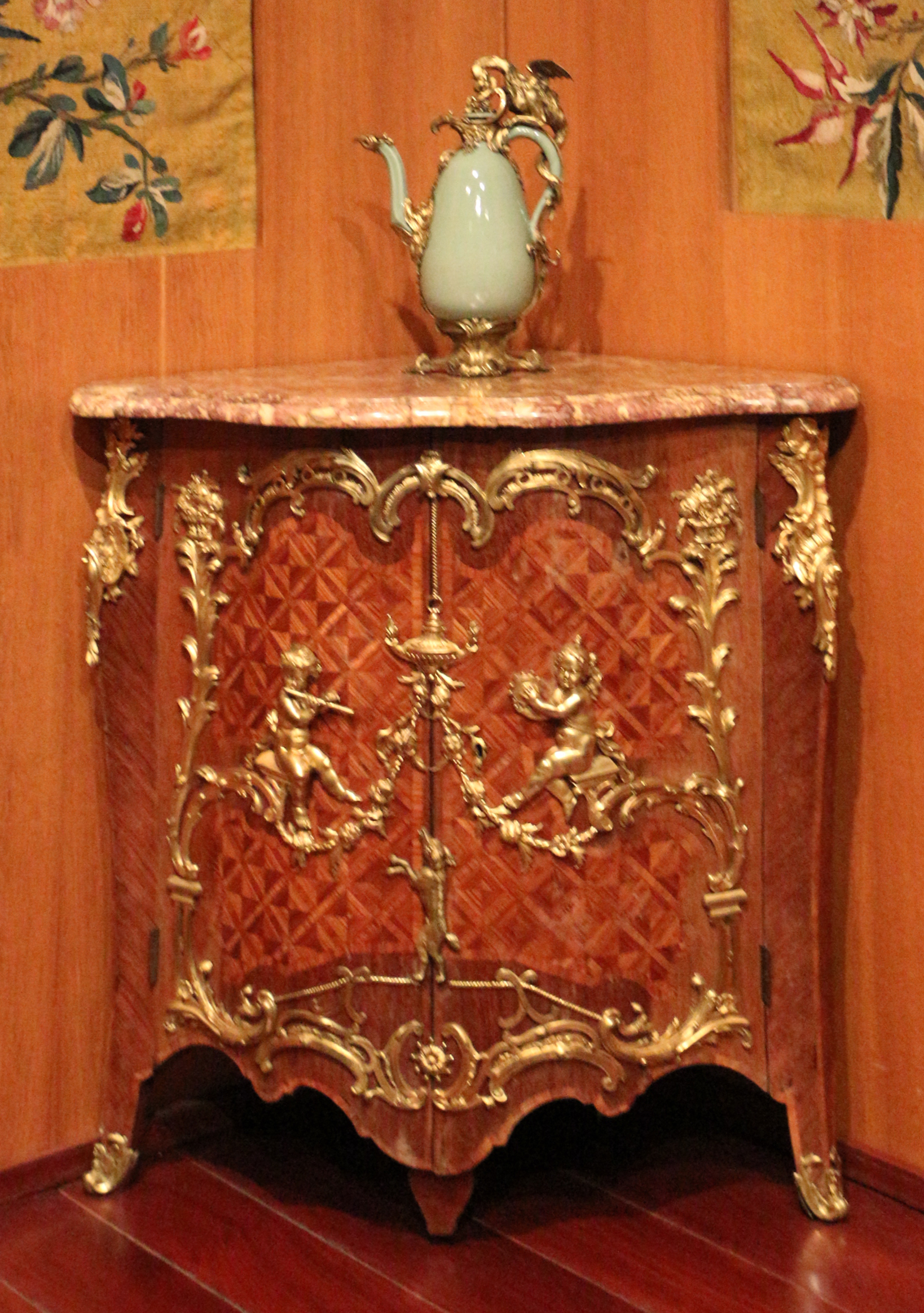
Charles Cressent, cantoniera, Paris 1757-65 ca., con un vaso celadon parigino 1720-30 ca

Som hovebenist hos Filip II av Orléans blev han en av dem, som gav riktlinjerna för Régencestilen. Genom tre försäljningskataloger, den första 1748, den sista 1769, kan man följa utvecklingen av hans konst. Hans arbeten utmärks av en starkt plastisk hållning, där de rika bronsbeslagen kontrasterar mot de släta ytorna av mahogny.